# Mané do Rosário
Mané do Rosário é um folguedo popular e folclórico da cidade de Coruripe (estado de Alagoas), mais precisamente do povoado Poxim, em que homens (hoje também é dançado por mulheres) dançam, com longas saias, toalhas nos braços, chapéus de palha e panos multicolores enrolados na cabeça (a fim de que se tornem uma espécíe de véu que lhes cubram a face para não serem reconhecidos), ao som de uma banda de pífano em homenagem ao seu padroeiro São José do Poxim.